# Blue Anchor (Kornwalia)
Blue Anchor – osada w Anglii, w Kornwalii. Leży 52 km na północny wschód od miasta Penzance i 360 km na zachód od Londynu.